# Толедо, Наталия
Наталия Толедо Пас (исп. Natalia Toledo Paz; родилась в 1968 году) — мексиканская поэтесса, пишущая на испанском и сапотекском языках. Её творчество способствовало возрождению интереса к языку сапотеков. Ида Козловска-Дэй утверждает, что Толедо — одна из «самых известных современных поэтов, пишущих на коренных языках Мексики».

## Ранняя жизнь и образование
Толедо Пас родилась в Хучитане-де-Сарагоса (штат Оахака). Она дочь художника Франсиско Толедо и сестра д-ра Лакры. До семи лет, когда они переехали в Мехико, Толедо Пас жила в общине, где основным языком общения был сапотекский. Она пишет с юных лет. Толедо Пас училась в Casa de la Cultura de Juchitán. 

## Карьера
В своих произведениях Толедо Пас затрагивает тему женщин и их взаимоотношений с окружающей средой. Её творчество способствовало повышению в Мексике спроса на большую заметность культур коренных народов. Толедо Пас нравится использовать сапотекский язык, потому что она считает, что он обладает «большой эстетической восприимчивостью к созданию образов и красотой».
Толедо Пас сотрудничала со своим отцом Франсиско в написании детских рассказов, таких как «Pies ligeros» (2007). Толедо Пас  состояла в Всеобщем союзе писателей Мексики (Sociedad General de Escritores de México, SOGEM), была членом Национального фонда культуры и искусств (Fondo Nacional para la Cultura y las Artes, FONCA; 1994–1995; 2001–2002) и Фонда культуры и искусств Оахаки (Fondo Estatal para la Cultura y las Artes de Oaxaca, FOESCA; 1995–1996).
Она является президентом Фонда Дома культуры Хучитана (Patronato de la Casa de la Cultura de Juchitán).

## Избранные произведения
- Поэия
  - Paraíso de fisuras (1990), junto con Rocío González, Consejo Estatal para la Cultura y las Artes de Oaxaca.
  - Ca guna gu bidxa, ca guna guiiba' risaca (Mujeres del sol, mujeres de oro, 2002), Instituto Oaxaqueño de las Culturas.
  - Guie' yaase' (Olivo negro, 2004), CONACULTA.
  - Xtaga be'ñe' (Flor de pantano, 2004), Instituto Oaxaqueño de las Culturas.
  - Guendaguti ñee sisi (La muerte pies ligeros, 2005), Fondo de Cultura Económica.
- Антологии
  - Demián Flores Cortés (1993), Palimpsesto, Ediciones Bi'cu'.
  - Aurora Mayra Saavedra (1996) Las divinas mutantes, UNAM.
  - Antología de poetas de Tierra Adentro (1997), TELAM Nava.
  - Varios Autores (1997), Historia de Arte de Oaxaca, tomo lll, Gobierno del Estado de Oaxaca.
  - Miguel Flores (1998), Toledo: la línea metafórica, Ediciones Oro de la Noche/FONCA.
  - Víctor de la Cruz (1999), Guie' sti' diidxazá, La flor de la palabra, UNAM.
  - Verónika Bennholdt-Thomsen (2000), Juchitán-Mexikos stad der fra un, Frederking & Thaler, Germany.
  - Memoria del XII Festival Internacional de Poesía de Medellín (2002), Colombia.
  - Mónica de la Torre, Michael Wiegers (2002), Reversible Monuments: Contemporary Mexican Poetry, Copper Canyon Press, USA.
  - Carlos Montemayor (2003), La voz profunda, antología de literatura mexicana en lenguas indígenas, Joaquín Mortiz.
  - Carlos Montemayor y Donald Frischmann (2006), Words of the True Peoples. Anthology of Mexican Indigenous-Language Writers, University of Texas Press.

## Призы
- Премия Несауалькойотля по литературе, 2004.